# Robert Kurpiun
Robert Kurpiun (* 13. April 1869 in Gandrinnen, Kreis Insterburg; † 26. August 1943 in Jannowitz) war ein deutscher Schriftsteller.

## Leben
Kurpiun war Lehrer in Masuren und ab 1924 Lehrer an der Oberschlesischen Bergschule in Tarnowitz. Als diese deutsche Bergschule 1924 schließen musste, war Kurpiun beim Wiederaufbau einer Ersatzeinrichtung in Peiskretscham tätig. Bis 1932 leitete er dann diese Schule. Im Ruhestand lebte er in Jannowitz im Riesengebirge und widmete sich ganz der Schriftstellerei.

## Schriften
- Lehr- und Übungsbuch für das Rechnen in Bergschulen, Bergvorschulen und bergbaulichen Fortbildungsschulen, sowie zum Selbstunterricht. Kothe, Tarnowitz 1906.
- Der Mutter Blut: Roman. Phönix-Verlag, Breslau, Kattowitz, Leipzig 1910.
- Lesebuch für berg- u. hüttenmännische Fortbildungsschulen. Kothe, Breslau 1911.
- Bunt Volk. Eine gemischte Gesellschaft von ernsten und spaßigen, einfältigen und geriebenen, bekümmerten und sorglosen Leuten, am Wege zusammengerufen. Phönix-Verlag, Berlin, Breslau, Kattowitz, Leipzig 1911.
- Berufs- und Bürgerkunde für gewerbliche Fortbildungsschulen und verwandte Anstalten (zugleich Ergänzung zu d. Verfassers Lesebuch für berg- u. hüttenmännische Fortbildungsschulen). Kothe, Breslau 1913.
- Das schwarze Weib: die Geschichte eines Einsamen aus dem Volk. Fleischel, Berlin 1915.
- Feierschicht. Ein Buch für junge Berg- und Hüttenleute, 2. Aufl. Kothe, Breslau 1917.
- Einbruch m.b.H. Lustspiel mit Gesang: Musik von Adolf Scorra. Heimatverlag Oberschlesien, Gleiwitz 1920.
- Die Schwarzweißen: Schauspiel in 5 Aufzügen. Lehmann, Dresden 1920.
- Ultimo und andere Novellen. Lehmann, Dresden 1920.
- Das Flammenhaus: Roman. Deutsche Verlags-Anstalt 1924.
- Das Schafott: ostdeutsche Schicksalstage. Glatzer Bücherstube, Glatz 1932.
- Entrissenes Land: Bilder aus Oberschlesien. Heimatverlag Oberschlesien, Gleiwitz 1922.